# Just Kwaou-Mathey
Just Kwaou-Mathey (né le 4 décembre 1999 à Paris 10e) est un athlète français, spécialiste du 110 mètres haies et 60 m haies.

## Biographie
Licencié à l'Evreux Ac, il devient champion de France junior du 60 m haies en 2018 et champion de France espoir du 60 m haies en 2019.
Troisième du 110 m haies lors des championnats de France élite 2020 et 2021, il se classe 5e des championnats d'Europe espoirs 2021. Le 14 août 2021 à La Chaux-de-Fonds, il porte son record personnel à 13 s 35.

### Médaille de bronze aux championnats d'Europe (2022)
En 2022, Just Kwaou-Mathey réalise les minima de qualification pour les championnats du monde de Eugene en portant son record à 13 s 30 le 11 juin à Genève. Une semaine plus tard, le 18 juin au meeting de Paris, il porte son record personnel à 13 s 27. A Eugene, le Français atteint les demi-finales.
Lors des Championnats d'Europe d'athlétisme 2022 à Munich, il décroche la médaille de bronze en 13 s 33, derrière l'Espagnol Asier Martinez et son compatriote Pascal Martinot Lagarde.

### Troisième aux championnats d'Europe en salle (2023)
Kwaou-Mathey devient champion de France du 60 m haies pour la première fois lors des Championnats de France en salle 2023 en battant son record personnel en 7 s 53, devançant notamment Pascal Martinot Lagarde et Dimitri Bascou. Aux championnats d'Europe en salle d'Istanbul en mars 2023, il empoche une nouvelle médaille de bronze internationale avec un chrono en 7 s 59, battu par le Suisse Jason Joseph et le Polonais Jakub Szymański.
Durant la saison estivale, il fixe son record personnel sur 110 m haies à 13 s 09 à l'occasion du meeting de Paris, le 9 juin 2023. Il est éliminé en demi-finale lors des Championnats du monde d'athlétisme 2023, à Budapest.
En fin d'année 2023 il choisit de s'entraîner à Créteil auprès de Giscard Samba.

### Troisième aux championnats du monde en salle et blessure (2024)
Auteur d'un record personnel en 7 s 43 sur 60 m haies le 10 février 2024 à Liévin, Just Kwaou-Mathey fait figure de favori au podium pour les championnats du monde en salle se déroulant moins d'un mois plus tard à Glasgow. Réalisant 7 s 52 en série, puis 7 s 54 en demi-finale, il se classe troisième de la finale en 7 s 47, devancé par l'Américain Grant Holloway et l'Italien Lorenzo Simonelli.
En avril 2024 lors d'un stage de préparation à Dubaï Just Kwaou-Mathey est victime d'une rupture du tendon d’Achille et déclare forfait pour les Jeux olympiques de Paris.

## Palmarès

### International
| Date | Compétition                       | Lieu      | Résultat    | Épreuve     | Marque  |
| ---- | --------------------------------- | --------- | ----------- | ----------- | ------- |
| 2019 | Championnats d'Europe espoirs     | Gävle     | demi-finale | 110 m haies | 13 s 97 |
| 2021 | Championnats d'Europe par équipes | Chorzów   | 5e          | 110 m haies | 13 s 75 |
| 2021 | Championnats d'Europe espoirs     | Tallinn   | 5e          | 110 m haies | 13 s 59 |
| 2022 | Championnats d'Europe             | Munich    | 3e          | 110 m haies | 13 s 33 |
| 2023 | Championnats d'Europe en salle    | Istanbul  | 3e          | 60 m haies  | 7 s 59  |
| 2024 | Championnats du monde en salle    | Glasgow   | 3e          | 60 m haies  | 7 s 47  |
| 2025 | Championnats d'Europe en salle    | Apeldoorn | 3e          | 60 m haies  | 7 s 50  |

### National
| Date | Compétition                     | Lieu    | Résultat | Épreuve     | Marque  |
| ---- | ------------------------------- | ------- | -------- | ----------- | ------- |
| 2020 | Championnats de France          | Albi    | 3e       | 110 m haies | 13 s 61 |
| 2021 | Championnats de France          | Angers  | 3e       | 110 m haies | 13 s 40 |
| 2022 | Championnats de France en salle | Miramas | 3e       | 60 m haies  | 7 s 72  |
| 2023 | Championnats de France en salle | Aubière | 1er      | 60 m haies  | 7 s 53  |
| 2023 | Championnats de France          | Albi    | 3e       | 110 m haies | 13 s 19 |
| 2024 | Championnats de France en salle | Miramas | 2e       | 60 m haies  | 7 s 45  |
| 2025 | Championnats de France en salle | Miramas | 2e       | 60 m haies  | 7 s 53  |
| 2025 | Championnats de France          | Talence | 1er      | 110 m haies | 12 s 99 |

## Records
| Épreuve     | Temps   | Lieu    | Date            |
| ----------- | ------- | ------- | --------------- |
| 60 m haies  | 7 s 43  | Liévin  | 10 février 2024 |
| 110 m haies | 12 s 99 | Talence | 3 août 2025     |